# Champions Challenge vrouwen 2003
Het tweede Champions Challenge-hockeytoernooi voor vrouwen had plaats van zaterdag 5 juli tot en met zondag 13 juli  2003 in Catania, op het Italiaanse eiland Sicilië. Deelnemende landen waren Duitsland, Japan, Italië, Nieuw-Zeeland, Spanje en de Verenigde Staten.

## Selecties

### Duitsland
1. Yvonne Frank (gk)
2. Julia Zwehl (gk)
3. Denise Klecker
4. Nadine Ernsting-Krienke
5. Anneke Bohmert
6. Natascha Keller
7. Melanie Cremer
8. Friederike Barth
9. Silke Müller

1. Cornelia Reiter
2. Caroline Casaretto
3. Marion Rodewald
4. Fanny Rinne
5. Anke Kühn
6. Alexandra Kollmar
7. Badri Latif
8. Kerstin Hoyer
9. Franziska Gude

Bondscoach: Peter Lemmen

### Italië
1. Roberta Lilliu (gk)
2. Stella Girotti
3. Enrica Tagliasacchi
4. Claudia Torretta
5. Victoria Corso
6. Lila Grasso
7. Giorgia Carradori
8. Sonia Scalia
9. Francesca Faustini

1. Laura Garcia
2. Alessandra Filippi
3. Anna Russo (gk)
4. Tatiana Nicoletti
5. Silvia Previgliano
6. Maltilde Canavosio
7. Dolores Miranda
8. Roberta Marrocu
9. Daniela Possali

Bondscoach: Picco Roberto

### Japan
1. Rie Terazono (gk)
2. Keiko Miura
3. Akemi Kato
4. Yukari Yamamoto
5. Sachimi Iwao
6. Chie Kimura
7. Yuka Ogura
8. Sakae Morimoto
9. Naoko Saito

1. Kayo Soga
2. Nami Miyazaki (gk)
3. Erika Esaki
4. Asuka Chiba
5. Tomomi Komori
6. Rika Komazawa
7. Rika Ishida
8. Yuko Kitano
9. Emi Sakurai

Bondscoach: Tsuda Toshiro

### Nieuw-Zeeland
1. Kayla Sharland
2. Nikki Grimwood
3. Paula Enoka
4. Jan Rowsell
5. Rachel Sutherland
6. Meredith Orr
7. Jaimee Provan
8. Karen McMillan
9. Jo Galletly

1. Suzie Pearce
2. Helen Clarke (gk)
3. Diana Weavers
4. Melody Rowe
5. Amanda Christie
6. Niniwa Roberts
7. Tara Drysdale
8. Anita Wawatai (gk)
9. Karen Syddall

Bondscoach: Ian Rutledge

### Spanje
1. María Jesús Rosa (gk)
2. Silvia Manrique
3. Olalla Piñeiro
4. Mónica Rueda
5. Silvia Bonastre
6. María del Carmen Martín
7. Marta Prat
8. Silvia Muñoz
9. Lucía López

1. María del Mar Feito
2. Maider Tellería
3. Rocío Ybarra
4. Erdoitza Goikoetxea
5. Núria Camón
6. Ana Pérez
7. Isabel Barguño (gk)
8. Raquel Huertas
9. Esther Termens

Bondscoach: Jack Holtman

### Verenigde Staten
1. Tamika Smith
2. Kristen McCann
3. Margaret Storrar (gk)
4. Tara Jelley
5. Robyn Kenney
6. Tracey Larson
7. Kelli Gannon
8. Tracey Fuchs
9. Katie Beach

1. Dina Rizzo
2. Keli Smith
3. Jill Reeve
4. Carrie Lingo
5. Abbey Woolley
6. Natalie Dawson
7. Kate Barber
8. Amy Tran (gk)
9. Jessica Coleman

Bondscoach: Beth Anders

## Scheidsrechters
- Corrine Cormelius
- Carolina de la Fuente
- Jean Duncan
- Jun Zhang Kentwell

- Petra Müller
- Jane Nockolds
- Gina Spitaleri
- Cristina Tonetta

## Uitslagen voorronde

### Zaterdag 5 juli 2003
- Japan-Nieuw-Zeeland               2-1
- Verenigde Staten-Spanje           1-2
- Italië-Duitsland                  0-5

### Zondag 6 juli 2003
- Nieuw-Zeeland-Verenigde Staten    2-0
- Duitsland-Japan                   3-2
- Spanje-Italië                     3-0

### Dinsdag 8 juli 2003
- Japan-Spanje                      1-1
- Italië-Verenigde Staten           3-4

### Woensdag 9 juli 2003
- Verenigde Staten-Duitsland        1-2
- Spanje-Nieuw-Zeeland              1-0

### Donderdag 10 juli 2003
- Nieuw-Zeeland-Duitsland           0-2
- Japan-Italië                      7-0

### Zaterdag 12 JULI 2003
- Duitsland-Spanje                  1-1
- Verenigde Staten-Japan            3-4
- Italië-Nieuw-Zeeland              0-2

## Eindstand voorronde
| № | Land             | WG | W | G | V | DV | DT | +/– | Punten |
| - | ---------------- | -- | - | - | - | -- | -- | --- | ------ |
| 1 | Duitsland        | 5  | 4 | 1 | 0 | 13 | 4  | +9  | 13     |
| 2 | Spanje           | 5  | 3 | 2 | 0 | 8  | 3  | +5  | 11     |
| 3 | Japan            | 5  | 3 | 1 | 1 | 16 | 8  | +8  | 10     |
| 4 | Nieuw-Zeeland    | 5  | 2 | 0 | 3 | 5  | 5  | 0   | 6      |
| 5 | Verenigde Staten | 5  | 1 | 0 | 4 | 9  | 13 | –4  | 3      |
| 6 | Italië           | 5  | 0 | 0 | 5 | 3  | 21 | –18 | 0      |

## Play-offs

### Om vijfde plaats
| 13 juli 16:00    |       |        |  |
| Verenigde Staten | 4 – 1 | Italië |  |
|                  |       |        |  |

### Troostfinale
| 13 juli 18:30 |       |               |  |
| Japan         | 2 – 1 | Nieuw-Zeeland |  |
|               |       |               |  |

### Finale
| 13 juli 21:00 |       |        |  |
| Duitsland     | 3 – 1 | Spanje |  |
|               |       |        |  |

## Eindstand
1. Duitsland
2. Spanje
3. Japan
4. Nieuw-Zeeland
5. Verenigde Staten
6. Italië

NB: Duitsland geplaatst voor Champions Trophy 2004 in Argentinië.

## Topscorers
- In onderstaand overzicht zijn alleen de speelsters opgenomen met drie of meer treffers achter hun naam.

| № | Naam                    | Land             | Goals | SC | SB |
| - | ----------------------- | ---------------- | ----- | -- | -- |
| 1 | Kate Barber             | Verenigde Staten | 5     | 2  | 0  |
|   | Tomoni Komori           | Japan            | 5     | 0  | 0  |
|   | Niniwa Roberts          | Nieuw-Zeeland    | 5     | 4  | 0  |
| 2 | Nadine Ernsting-Krienke | Duitsland        | 4     | 0  | 0  |
|   | Keiko Miura             | Japan            | 4     | 3  | 1  |
| 3 | Anneke Bohmert          | Duitsland        | 3     | 1  | 0  |
|   | Nuria Camõn             | Spanje           | 3     | 0  | 0  |
|   | Sakae Morimoto          | Japan            | 3     | 0  | 0  |

Champions Challenge I

Mannen:
Kuala Lumpur 2001 ·
Johannesburg 2003 ·
Alexandrië 2005 ·
Boom 2007 ·
Salta 2009 ·
Johannesburg 2011 ·
Quilmes 2012 ·
Kuantan 2014
Vrouwen:
Johannesburg 2002 ·
Catania 2003 ·
Virginia Beach 2005 ·
Bakoe 2007 ·
Kaapstad 2009 ·
Dublin 2011 ·
Dublin 2012 ·
Glasgow 2014
Champions Challenge II 

Mannen:
Dublin 2009 ·
Rijsel 2011
Vrouwen:
Kazan 2009 ·
Wenen 2011